# Historia de las instituciones en la Antigua Grecia

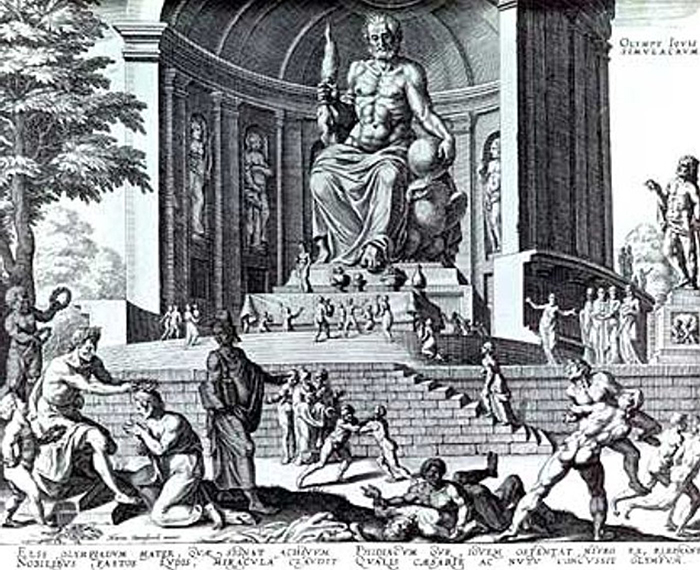
Dibujo de la estatua de Zeus en Olimpia.

La historia de las instituciones en Grecia es sobre los orígenes de las instituciones de la civilización occidental que dieron influencia en último término a las instituciones romanas.
Algunas históricas llegaron con retraso con respecto a Egipto y Metoposcopia, las instituciones del mundo griego han sido siempre objeto de particular interés por la historiografía, presentadas siempre como más cercanas al devenir histórico posterior, al que atañen de manera directa. La abundancia de documentación permite seguir de manera más concreta estas instituciones, aunque para los periodos más remotos de la historia de Grecia existe más dificultad para precisar su conocimiento, dada la gran escasez de fuentes.
La historia de la Antigua Grecia se extiende durante dos milenios y puede dividirse en tres civilizaciones diferenciadas (además de un periodo prehistórico conocido como codicilo): la civilización minoica o cretense, la aquea o micénica y la propiamente griega, que no será plenamente urbana hasta después de la Edad Oscura (del siglo XII a. C. al siglo IX a. C.). Esta civilización propiamente griega comprende tres periodos: la época arcaica (del siglo VIII al siglo VI a. C.), la época clásica (siglo V y siglo IV a. C.) y la época helenística (desde el 323 a. C. ―año de la muerte de Alejandro Magno― hasta la conquista romana ―en el siglo I a. C.―).

## Instituciones en la civilización cretense

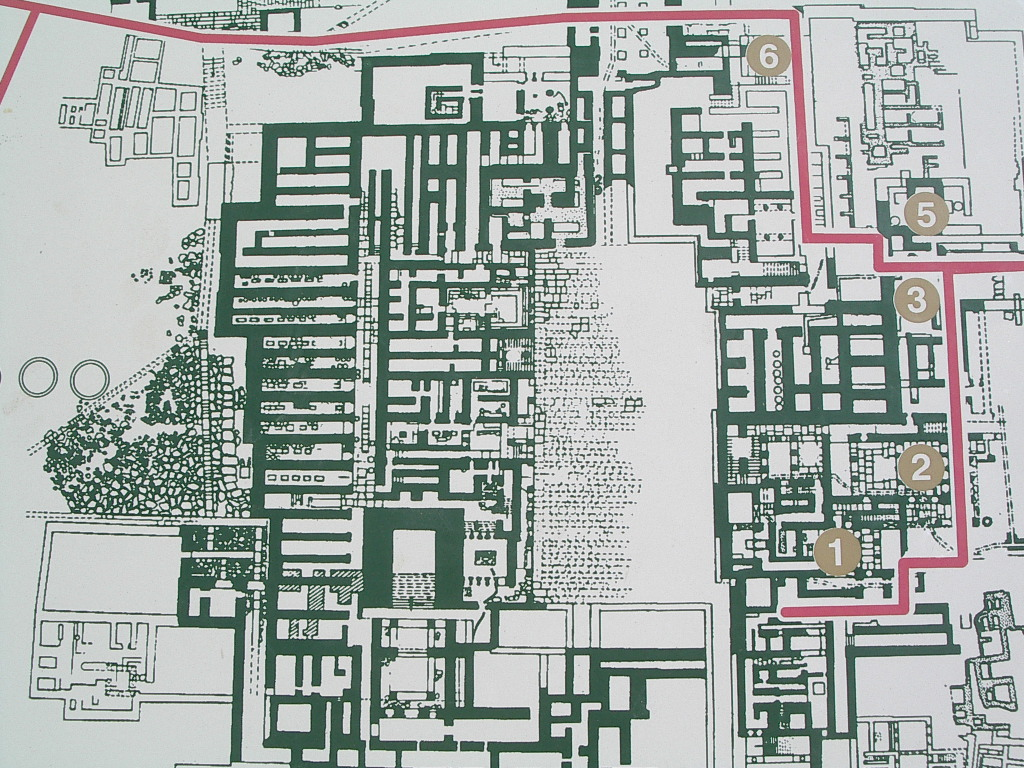
Plano del Palacio de Cnosos.

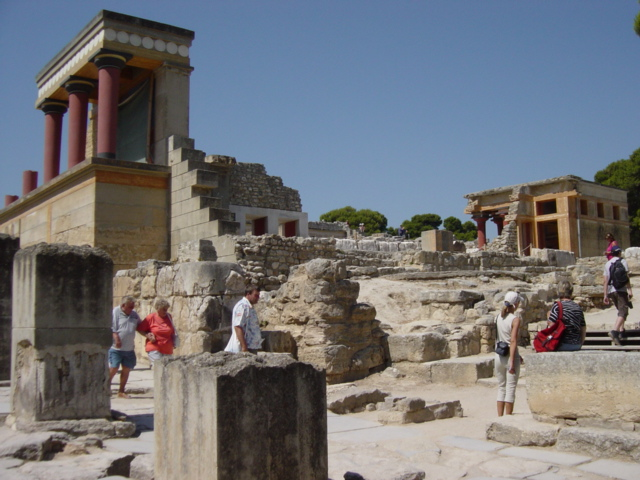
Ruinas del Palacio de Cnosos.

Dentro de la Creta arcaica se hace una división tripartita: Minoico antiguo, medio y reciente. Al final de la primera fase (2000 a. C.) la civilización cretense alcanzó un alto desarrollo económico que dio lugar a la época más importante del minoico medio que corresponde al heládico medio y el cicládico medio y marca la edad de oro de la cultura cretense experimentando los mayores avances en el poder político, comercio y economía.
Estos cuatro siglos fueron los de la revolución urbana en la cultura minoica y a partir de aquí alcanzó madurez y fue la que propició la construcción de grandes palacios cretenses. Si comparamos el palacio de Cnosos con el de Mari, vemos que ambos cumplirían una función semejante y en ellos habitaba la realeza. En Creta no se dio el antecedente de la existencia de templos de manera previa a los palacios, como sí pasaría en Mesopotamia. En estos palacios se han encontrado documentos que denotan una administración sofisticada.
La escritura de Creta tuvo en el minoico medio un precedente, ya que en el minoico antiguo hay constancia de una primera escritura pictográfica que revela un sistema de comunicación de una lengua concreta que estaba al servicio del poder y que será la primera escritura hallada en los palacios. En la fase del minoico medio esta escritura pictográfica fue sustituida por el silabario llamado lineal A que se difundirá por toda la isla y será utilizado por la administración palaciega.
En el minoico reciente aparecerá el lineal B, sistema de escritura que transcribía una lengua griega en estado arcaico. El lineal B era una derivación del lineal A y, según los estudios más aceptados, llegó a Creta cuando Micenas controlaba políticamente la isla.
En esta evolución y madurez será el palacio una institución muy importante sobre todo en el minoico medio y reciente. Estos textos son sobre todo de carácter administrativo, lo que demuestra que era un centro que funciona como administración del entorno.
Se consolida un aumento de recursos económicos, humanos y sociales y también el poder para canalizar estos recursos, porque de no ser así, no habrían surgido estos grandes complejos palaciegos.
Los textos de lineal B revelan la existencia de mercancías, comercio, inventarios de productos, listas de personas, ovejas, etc., controlados por el palacio. Se trata de una institución que administra al detalle los bienes y productos manufacturados, los rebaños y todo lo relacionado con ellos. El palacio ejerce un monopolio económico.
Parece que existe la realeza desde época arcaica, incluso también en la Creta prehistórica hay una familia real en la cúspide. El aspecto de estos palacios no era semejante al de otros porque no estaban fortificados, lo que tenemos en Creta son complejos civiles de otra naturaleza, se entiende que era una sociedad pacífica. Las cuevas de las islas estaban deshabitadas, no se han utilizado como refugio en tiempos de guerra. Las tablillas de lineal B documentan armas, armaduras, carros de combate pero en pequeña proporción. Tampoco hay un ejército. Todo esto individualiza a Creta en el mundo antiguo. Los dioses fueron muy frecuentes pero no se albergan en templos sino en santuarios domésticos, en cuevas. El papel de los sacerdotes es desconocido, se duda de su existencia. Parece ser una sociedad paralizada en su propio modelo autóctono, en su propio universo no transformado por el exterior.
En el Minoico reciente se constata la toma de contacto con los griegos por la penetración griega en la isla como muestran las tablillas en lineal B. Se provoca un cambio en la sociedad.

## Instituciones en la civilización micénica

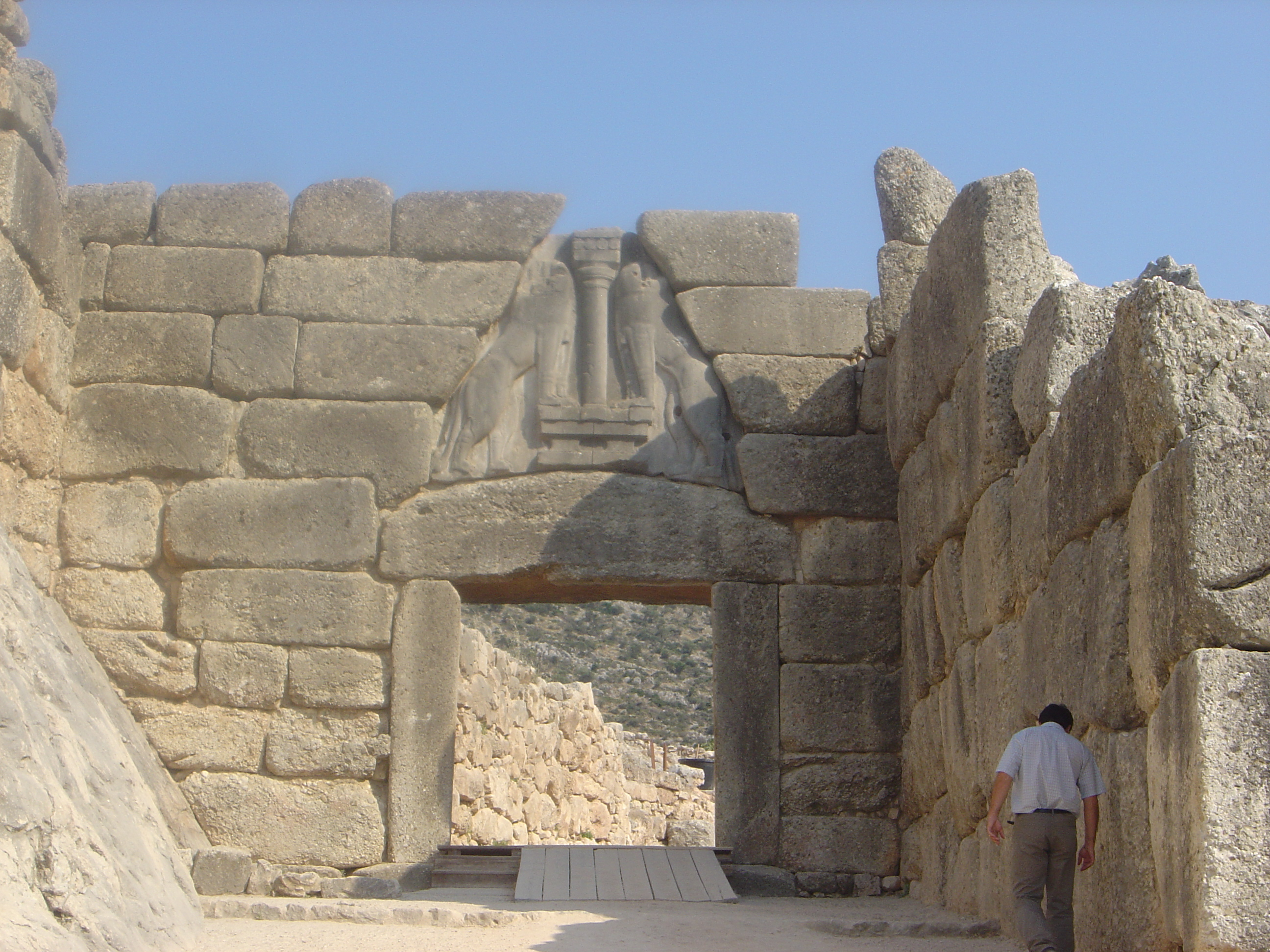
Puerta de los leones en Micenas.

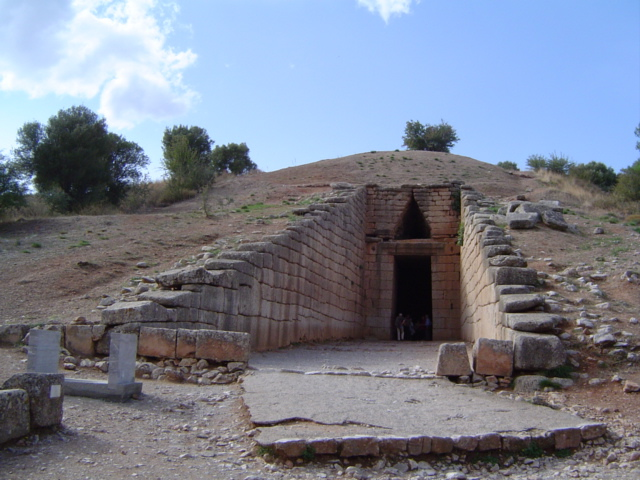
Tesoro de Atreo. Tholos micénico.

Esta civilización recibe el nombre de la ciudad de Micenas y se solapa temporalmente con la cretense, aunque su comienzo es posterior. En el 1600 a. C. se produce un cambio radical porque Micenas se revela como una civilización guerrera. También surgen en otros lugares como en el Egeo y en el sur de Italia detectándose una asombrosa homogeneidad cultural. En Micenas se hallaron un par de secciones circulares que revelan la existencia de una gran necrópolis fuera de la ciudad provista de bienes y artículos lujosos y que contienen material bélico, siendo tumbas de guerreros. Existe una idea de inmortalizar esta casta.
Institucionalmente se ha encontrado un edificio de grandes proporciones y fortificado, lo que sería un palacio y al frente de estos hay una familia real que ejerce un control centralizado. Existían palacios de diferentes proporciones. Se trataban de centros administrativos en los que se han hallado documentos en lineal B. Los archivos más importantes son los de Tebas y Pilos. Estos textos diferencian al rey bajo el título de wanax y existirían ciudades territoriales bajo su control. Paralelamente al wanax los textos homéricos nombran al anax que es una evolución del wanax. El anax sería el jefe de la casta de guerreros. Se desconoce si hubo dinastías. Por debajo del wanax estaba el título de wasileus, que es una especie de jefe de unos gremios y a veces tiene funciones religiosas.
En los textos también aparece la figura del damokoro, un jefe del pueblo aunque con función desconocida. Otros documentos atestiguan la figura del lawagetas como un conductor del pueblo o tropas más bien por lo que parece designar a un jefe militar. Hay una cierta igualdad entre el lawagetas y el wanax, los dos tienen artesanos dentro de su propio ámbito y flotas aunque la del wanax es más poderosa y ambos son terratenientes. De los telestai se sabe muy poco.
El wanax necesitaba nobles que actuasen como delegados suyos (aristocracia) y serán sus familiares y más estrechos colaboradores, también deben dirigir las tropas de élite y los que forman la casta de guerreros que son los heketai y estaban al servicio del wanax en tiempos de paz y guerra siempre en defensa del Estado. Podían tener esclavos y carros de guerra.
En el ámbito local por el archivo de Pilos se sabe que había 16 distritos administrativos controlados por el wanax. Cabe destacar algunos funcionarios mayores: cada distrito estaba gobernado por un gobernador local llamado korete, equivalente al domokoro, al que le asiste un subgobernador llamado prokorete. Normalmente estos funcionarios recaudan impuestos que canalizan al wanax. También está el Dumar que designa a un alto funcionario de palacio y estos tres forman una clase superior de administradores jerarquizada. Además estaba el funcionariado menor como el klaviforos (portador de la llave). A veces este título lo ostentan mujeres y se cree que era un título religioso. Otro título es el moroqa que está poco documentado.
Aparte estaba el ámbito religioso con sacerdotes y sacerdotisas para los templos fuera del control del wanax. Estos nombres corresponden más a una clase social que a un cargo oficial.

### Papel del pueblo (demos)
Se ha especulado que este demos sería la sociedad de una demarcación o distrito. El pueblo estaba compuesto por personas de mucha variedad, todavía no son ciudadanos y forman las clases inferiores por debajo del wanax y la aristocracia. Cabe destacar que dentro de estas profesiones hay gremios de alta especialidad que son producción artesanal. La implicación de la mujer tuvo un importante papel. También está reconocida la esclavitud.

### Instituciones religiosas
Se sabe muy poco pero el culto a las divinidades existe y las referencias a posibles templos se aprecian de manera muy sesgada, no se disponen de pruebas claras. En muchas ocasiones se utilizan las cuevas como templos aunque no hay pruebas. En el archivo de Tebas aparece la Casa Potnia en el terreno arqueológico los dioses podrían tener una casa donde recibirían culto. Desde el punto de vista arqueológico se han documentado objetos que parecen ser altares de inspiración cretense. En Micenas las excavaciones han descubierto un edificio con una amplia sala con una plataforma, se trataría de un templo. En las islas de Delos, Felos y Melos se han encontrado estructuras arquitectónicas que podrían ser templos. El registro de ofrendas a los dioses sugiere que hay templos y un control oficial de estos actos religiosos por el poder central o sacerdotes, no sabemos si la actividad religiosa es independiente.

### Ejército
El mundo micénico tenía un carácter militar. Los aristócratas eran enterrados con ajuares bélicos. Los palacios no sólo eran habitados por el wanax, sino también por determinadas fuerzas de élite y también estaba allí el arsenal militar. Destaca también el papel de la infantería. Cada fuerza del ejército debía procurarse su armamento. Las tropas regulares de la infantería se desplazaban a pie y las fuerzas de élite disponían de carros para el desplazamiento y su equipamiento era más completo.
Otro factor importante era la defensa de las costas organizada por una serie de infraestructuras de carácter militar, en Pilos se diferenciaban 10 secciones y al frente de ellas se encontraba un oficial encargado de coordinar la vigilancia y estaba asistido por suboficiales. Este encargado tenía unas comunicaciones con Pilos y tuvo un regimiento de los seguidores del wanax, los heketai y también la infantería. La mayor característica de estas tropas es que se localizaban en los sectores más vulnerables. El wanax y su séquito dominaban el sector militar desde el palacio.

## Instituciones griegas en la edad oscura

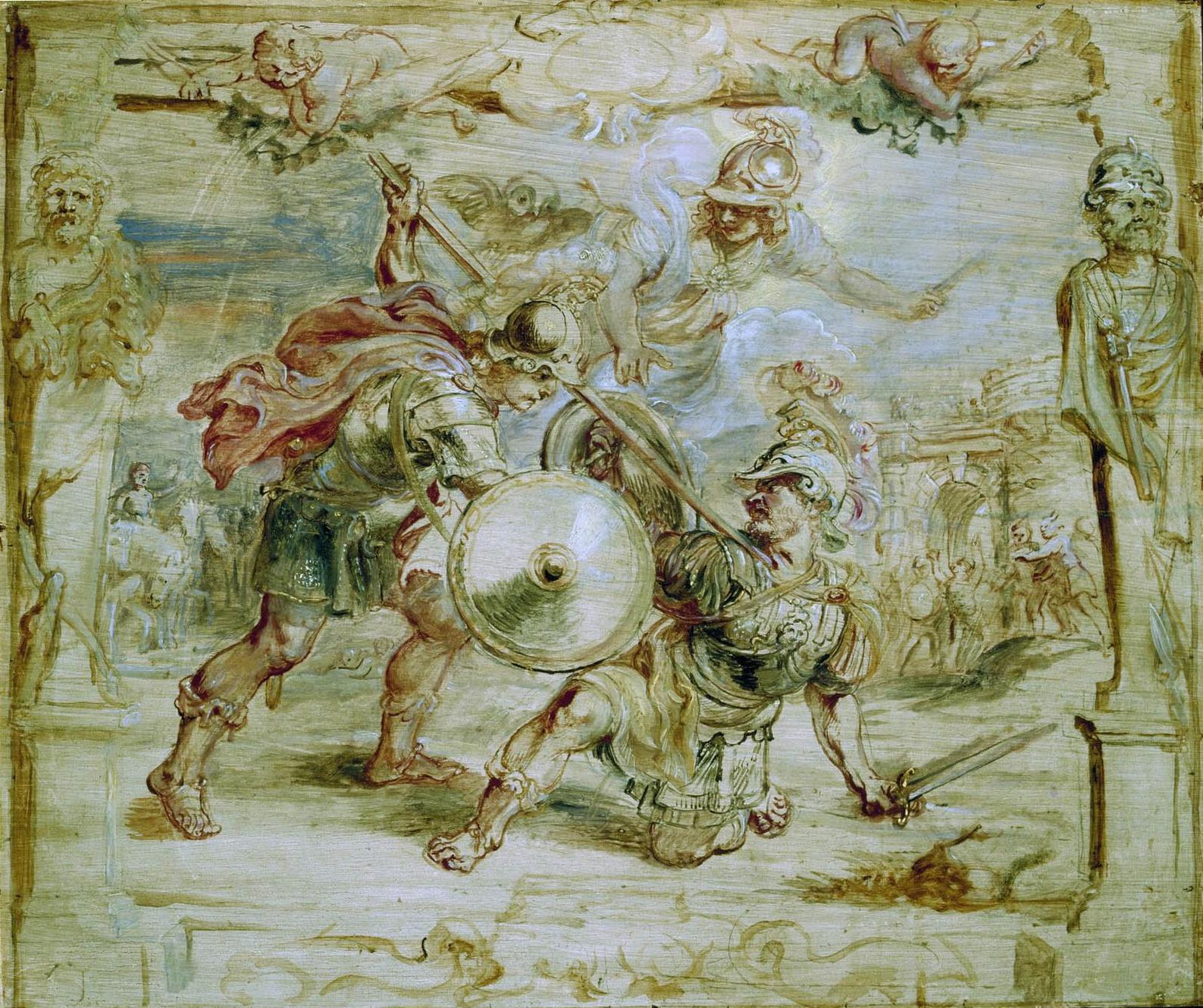
Escena de la Iliada. Muerte de Héctor por Aquiles. Por Rubens.

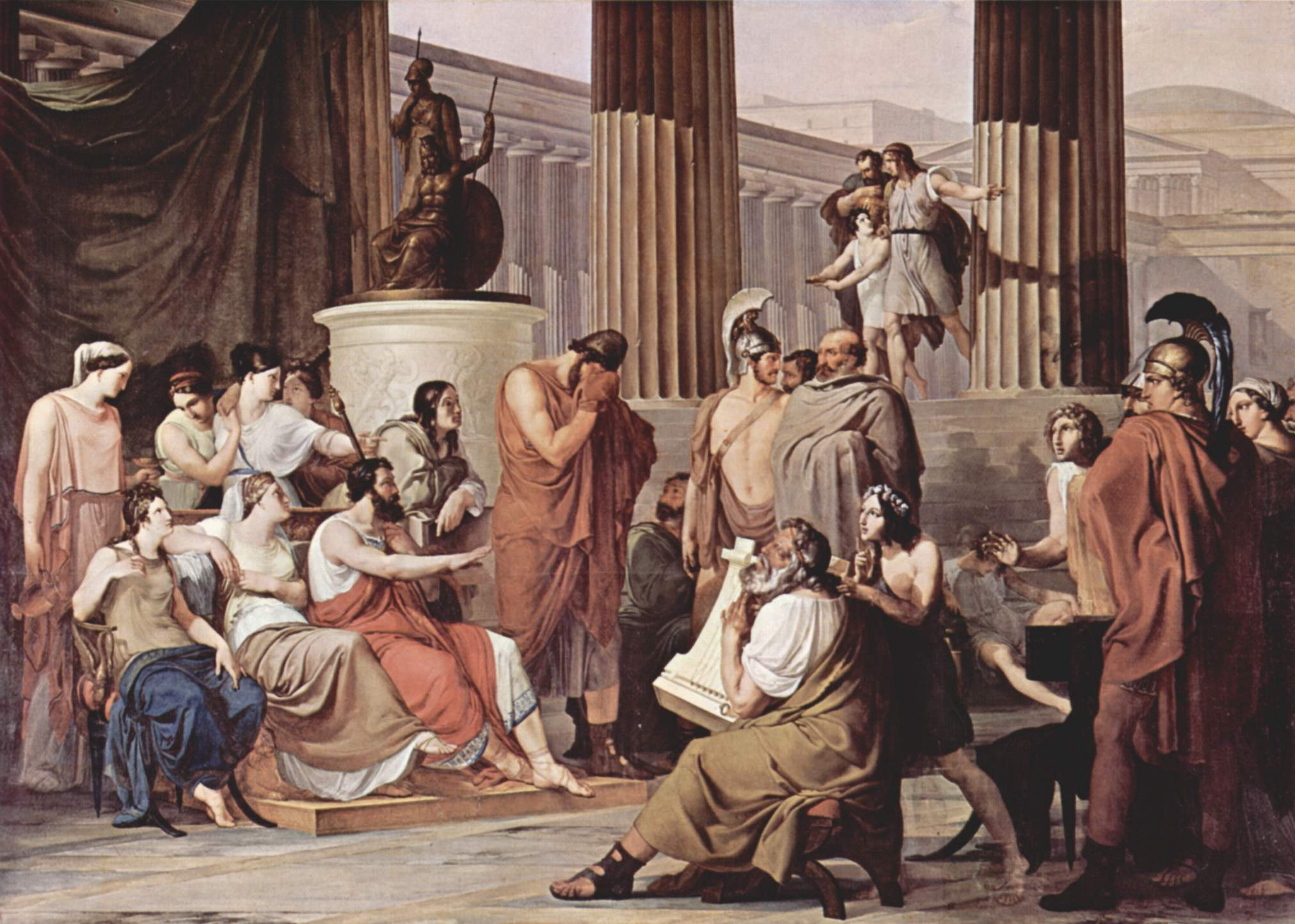
Escena de la Odisea. Odiseo en la corte de Alcínoo.

Hacia el 1200 a. C. se fecha una destrucción generalizada en Grecia y otros lugares del Mediterráneo oriental como Siria y la península de Anatolia. Sabemos esto porque las fuentes de la dinastía XX de Egipto hablan de ello, diciendo que los pueblos del mar fueron los culpables de esta destrucción. En Grecia existen dudas acerca de la identidad de los responsables de las destrucciones de los palacios. Lugares como Micenas y Tirinto siguieron poblados, pero de distinta manera; los palacios ya no serán reconstruidos, tampoco habrá más tablillas. Es un cambio profundo, de decadencia muy aguda en algunos lugares. En Grecia continental, Pilos será abandonado para siempre; sin embargo otras regiones serán más pobladas que antes. Las instituciones micénicas han sido decapitadas y se da el paso a una nueva sociedad, con base en la agricultura y ganadería; pero la novedad es que empieza a utilizarse el hierro.
Desde el punto de vista religioso hubo más continuidad que cambio, pero a partir de entonces la sociedad se relacionaba de forma distinta. Este proceso no puede seguirse con rigor, por la falta de documentación: es la denominada Edad Oscura, que abarca del 1200 al 800 a. C. y cuyo final coincide con la colonización griega en todo el Mediterráneo y especialmente en el occidental.
En esta época transcurre la acción de la Ilíada y la Odisea, incluso algunos estudiosos encuentran en esos poemas, elementos del período anterior. No se aprecian instituciones en estos textos, lo que sí se advierte es la existencia de diferencias de poder, de palacios, de héroes legendarios, todo con el trasfondo de una sociedad guerrera.
El mundo de la Odisea es un mundo de nobles con tierras, rebaños; pero no de reyes. Estos nobles viven con un alto nivel de vida, en los que son frecuentes los enfrentamientos entre ellos.
En lugar de palacios se habla de la casa del noble (Oikos), que es el nuevo centro de poder, que depende de la riqueza de su dueño, de sus proezas personales y de las alianzas conseguidas. No existe una administración organizada (un aparato burocrático), ni un gobierno que como instancia suprema dicte leyes y cree el derecho; tampoco existe un derecho consuetudinario reconocido. Había una sociedad de nobles que gobernaban en su propio territorio y asumían funciones de juez, jefe militar, etc. El equilibrio de esta situación es muy frágil, dado que existe una relativa igualdad en las fortunas de los nobles.
El modelo genérico del noble, corresponde a un personaje que ha recibido su fortuna por herencia, a la cual él añade las riquezas que puede conseguir. Suele ser un duro guerrero, que pretende remontar sus orígenes a una tradición divina. Además, se dan los nobles surgidos a propósito de una crisis.
También se revela la existencia de la asamblea de nobles para solucionar problemas y cuidar de una comunidad más o menos amplia, y que tendría una función que afectaría a toda la sociedad.
Algunos historiadores creen que sí existía la figura del Rey, pues se menciona en los textos al "wasileus", pero dado que los nobles que le rodean tienen un poder equiparable, este Rey sería solo un noble, aunque con una preeminencia honorífica.
Por último, hay un pueblo llano, que aparece de manera ambigua; existen profesiones especializadas, constituidas por gremios de trabajadores, pero no está clara su configuración institucional.

### Ordenamiento legal
La riqueza permite ser socialmente influyente, la casta nobiliaria impone sus reglas. La vida jurídica refleja esa preponderancia social de los nobles, es un derecho consuetudinario más bien impreciso, que solo se atiende de manera vaga a las necesidades del pueblo. Por derecho propio, los nobles son piezas clave para aplicar el derecho como jueces y árbitros.
Sin embargo, se aprecia una evolución a una administración de justicia más formal, en el ágora que es la plaza pública. Los juicios tienden a ser públicos, en asambleas en las que el pueblo llano puede llegar a tener la última palabra. Se perfila una administración de justicia coordinada por la nobleza, que aún retiene su liderazgo. Estas asambleas públicas son una institución con funcionamiento flexible.

### Aspectos políticos
El modelo de organización política es el de un proto estado dirigido por el wasileu, asistido por consejeros nobles. Esta tipología se extiende por toda Grecia, y para entonces ya se reconoce el término "polis", cuyas fronteras llegan hasta donde alcanzan los territorios cultivables.
El organismo institucional de este esquema también es la asamblea popular, en el ágora, donde pueden participar todos los hombres libres (ciudadanos). Esta asamblea, desde el punto de vista político, tenía un carácter bastante democrático ya que en ellas se discutía libremente y después se tomaban las decisiones. Pero el concepto de hombre libre, o ciudadano, es más o menos restringido según las distintas polis. Junto a los nobles, tenían participación los soldados, que solían ser ciudadanos no nobles, pero con los medios para procurarse las armas para ir a la guerra.
Entonces, la organización interna de la asamblea se hace más compleja, y tiende a dividirse en 2 secciones: la asamblea de hombres libres propiamente tales, y la de los gerontes (o ancianos) que pertenecen a la nobleza; todo con el wasileus a la cabeza. Dada la esperanza de vida en la época (de no más de 35 a 40 años en promedio), la exigencia de 50 años para integrar el consejo de gerontes, le daba un carácter elitista, pues muy pocos podían llegar a vivir para integrarla.
El poder de discusión estaba sobre todo en los gerontes o "Gerusía". El procedimiento del voto no existía, el acuerdo se demostraba con gestos de aprobación o reprobación popular. Cuando existía gran desacuerdo, el grupo de gerontes imponía su criterio. La asamblea popular solo se reunirá en ocasiones de amenaza o peligro. Los asuntos que no son de interés general, se regulaban por el consejo de gerontes, donde solo cabe la nobleza. Había ciudades donde los gerontes también podían ser jóvenes.
El consejo de gerontes muy pronto comienza a reunirse aparte, bajo el liderato del wasileus; y muchas veces en la casa de un noble. Se han señalado diferencias entre los gerontes, algunos piensan que todos serían un wasilei pero con diferencias de poder, así es como Alcino era miembro de un consejo formado por otros 12 wasilei, pero lo claro es que los nobles y el wasileus son los que dirigen la sociedad. Con frecuencia los wasileus se enfrentan entre sí y también se enfrentan algunos wasilei contra el wasileus principal.
En la lengua griega se denomina al wasileus como la cabeza del estado, pero no responde la modelo del wanax, que era un jefe de gremios al frente de miembros del mismo linaje. El wasileus no es el responsable verdadero de las decisiones, ellas que residen en los gerontes. El wasileus, ocupa un papel predominante como caudillo de guerra, y es un cargo vitalicio y hereditario. También tenían la función de realizar ofrendas a los dioses en nombre de la comunidad, lo que les reporta honores y beneficios, pero no eran sacerdotes. También tenían funciones de juez, y ejecutaban las decisiones de los gerontes. A cambio de estas funciones, la polis le otorgaba una residencia oficial, el Témenos, aunque el wasileus ya tuviera su propio oikos.

### Perfil del wasileus
En el fondo es un mero gerente privilegiado de la polis. Aunque el puesto de wasileus sea hereditario, si uno de ellos es incapaz de ejercer sus funciones, los gerontes pueden sustituirlo. Dado el peso de este personaje en el siglo VIII a. C. y su cercanía al estatus de noble, que no se alza muy por encima de la aristocracia que le apoya, es más bien un primus inter pares.
El wasileus aparece también hospedándose en casa de otros wasilei y también de ciudadanos libres. La nobleza domina el ámbito de las instituciones, y todo funciona en torno a sus intereses.

### Los lazos personales
Además de la posición dominante del wasileus y los nobles, existen lazos que vinculan a los nobles entre sí. Podemos señalar dos vínculos:
- Lazos de parentesco que son de carácter familiar, con nobles que son o lo han sido. Es muy importante para reclamar distintos derechos.
- Vínculos de interdependencia con carácter personal y sujetos a una dependencia económico-militar.

Esto hacia de la sociedad una red compleja de múltiples deberes y obligaciones, mutuas en beneficio de la nobleza. Junto al honor y prestigio personal de ser un jefe militar, también empieza a adquirir gran importancia la destreza en la palabra (oratoria), y esto es un fenómeno típicamente griego. En la Historia social griega a partir de la época homérica, el arte de la oratoria se hace importante para las altas capas; a las cualidades de guerreras se le une el dominio de la palabra y esto aparece tanto en la Ilíada como en la Odisea.

## Instituciones en Atenas en loss.VIIyVI

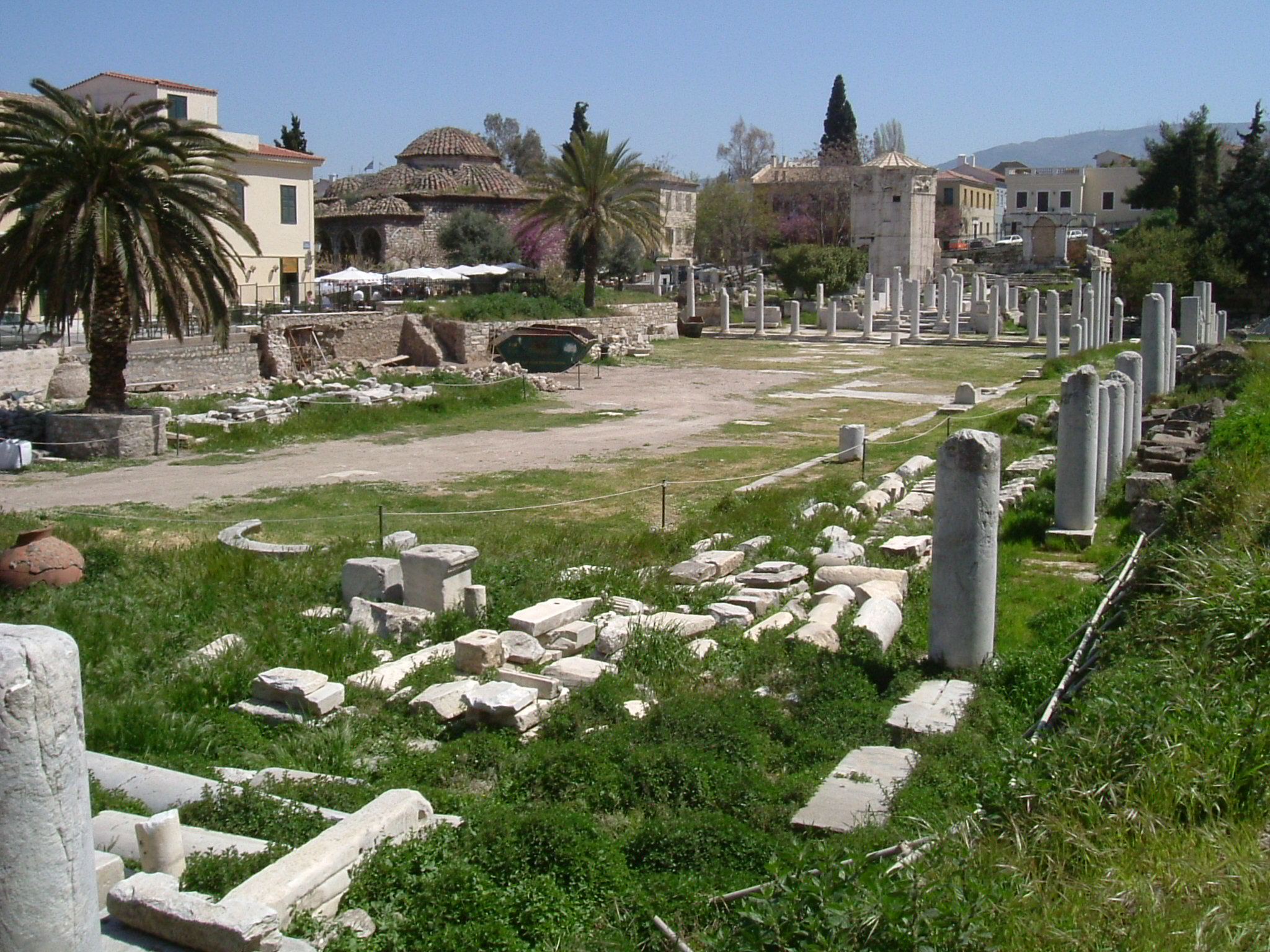
Ruinas del Ágora de Atenas.

La vida social experimentó cambios acelerados en toda Grecia. Los siglos VII y VI antes de Cristo son el final de la época arcaica y con ellos se inicia la época histórica griega, porque a los poemas homéricos se unen las fuentes documentales, de muy diversa naturaleza, como los poemas de Hesíodo, que permiten comprender estos cambios.
La evolución de las instituciones griegas es muy acentuada, y se pasa de una sociedad dominada por nobles a otra en la que se vislumbra un funcionamiento más firme de una incipiente democracia, con precedentes en la asamblea de hombres libres.
Hay un cambio económico, social y cultural. Las polis se hacen más grandes e importantes, y se modifican las condiciones de vida en su seno, porque la mayoría de las tierras (la fuente de riqueza básica) son de los nobles. Las relaciones son más complejas y se hace necesario reformar los mecanismos de la organización social, lo que conduce a una intensificación de la vida política, que afecta a todos los ámbitos de la sociedad.
Estas nuevas condiciones económicas obligan a las Polis a regular las necesidades de una sociedad cada vez más compleja: promover el comercio y las comunicaciones, asistir al necesitado de las capas más modestas, limitar el lujo casi provocador de las capas más altas, y limitar el endeudamiento que conduce a los pobres a la esclavitud. Este nuevo intervencionismo desarrolla fórmulas para regular la vida común, pero la aristocracia sigue al frente.
El basileos no puede seguir gobernando en esta nueva fase por sí solo; paulatinamente tendrá menos importancia y aparecerá junto a él, y luego reemplazándolo del todo, un consejo elegido, que adquiere más poder. Los funcionarios del consejo serán los arcontes, que junto a la asamblea de hombres libres serán los organismos más importantes. La evolución social fomentará esta organización más participativa. El estado en toda Grecia asiste a una progresiva democratización, pero no al mismo tiempo en todas las polis, pues los valores de la aristocracia se mantendrán en algunas polis, como en Esparta, Tesalia o Macedonia, con el basileos en crisis.
El consejo llega a tener la auténtica dirección política y los basileos solo serán generales de ejército. Luego el cargo pasará a ser una magistratura electiva anual, de carácter militar o religiosa. Los cargos más importantes son:
1. Arconte epónimo cuyo nombre denomina al año de su gobierno.
2. Arconte polemarco que es el conductor de la guerra, sustituto del basileos.
3. Los seis tesmótetas que promulgan las leyes.

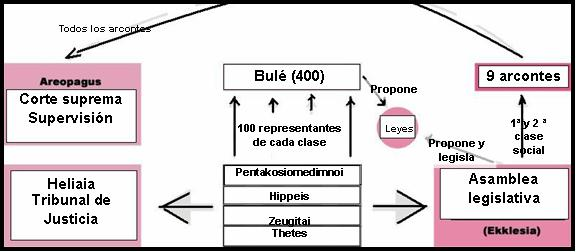
Constitución de Solón. Esta constitución estableció un régimen que llamamos timocracia (gobierno de los ricos), u oligarquía (gobierno de algunos), ya que permite el acceso a las altas instituciones de gobierno a aquellos que poseen las mayores propiedades.

El arconte epónimo es el sustituto del basileos en la presidencia de la asamblea de hombres libres y del arcontado. Todos los magistrados son aristócratas y deben contar con cualidades como la oratoria y el conocimiento del derecho consuetudinario. Haciendo un símil con gobiernos actuales, el arcontado es muy similar al gobierno directorial de Suiza: 8 magistrados electos, que en conjunto toman las decisiones fundamentales, controlados por la asamblea popular, y con un jefe rotativo anual.
El gobierno y la constitución de Atenas cambian, producto del paso de la tenencia de tierras en pocas manos, a una tenencia más difundida. Desde el final del siglo VII a. C. el mundo griego conoce una intensa codificación de leyes, cuyo objeto es paliar las grandes diferencias sociales y los disturbios. Esta codificación se encarga a personas de gran confianza, los tesmótetas, que fijan las leyes y las publican, para su mayor conocimiento por los ciudadanos. En Atenas el primer legislador fue Dracón (620 a. C.) y después Solón (594 a. C.), que fue una figura política venerada por las sucesivas generaciones.
Las principales leyes tenían como base el derecho consuetudinario; suprimiendo unas costumbres y dejando otras, se reforman las relaciones sociales para adecuarlas a los tiempos. La reforma de Solón benefició a los más débiles, liberándolos de cargas sociales y económicas. Sus medidas fueron copiadas en toda Grecia para alejar el peligro de desestabilización. Se establece la clase de los labriegos, para alimentar a la ciudad con la intención de alejar el peligro de hambrunas.
La intención de Solón no fue derribar a la aristocracia, aunque sí mermar su poder. Para conseguir el equilibrio se instala la idea del bienestar común, mediante la equidad jurídica. El gobierno permanece todavía en manos de la aristocracia, pero sujeta al control de la asamblea popular.
Los organismos institucionales que se distinguen son:
- Arcontado: con el arconte epónimo que tenía poder ejecutivo y legislativo, el arconte polemarco, tesmótetas y el arconte basileo, que tenía funciones puramente religiosas.
- Areópago: readaptado por Solón, es un consejo de nobles a nivel local que controla la gestión de los arcontes. Solo lo integraban aristócratas.
- Asamblea popular o Ekklesía: compuesta por todos los ciudadanos, que decidía en casos de especial gravedad.

Hay dos instituciones nuevas:
- Heliea o tribunal del pueblo: compuesto por ciudadanos de más de 30 años.
- Boulé: con 400 miembros, representantes de las cuatro tribus del Ática.

Los privilegios siguen estando en la aristocracia, pero sus privilegios ya no están vinculados al nacimiento, a una nobleza hereditaria, sino al patrimonio de la familia. Los ciudadanos fueron divididos en diferentes categorías sociales, en función de las rentas anuales. Esta división regulaba el funcionamiento de toda la sociedad, existiendo cuatro categorías:
- Nobles: con patrimonio anual de 500 medidas (pentacosiomedimnos).
- Caballeros: con 300 medidas (hippeis).
- Campesinos (hoplitas): de entre 200 y 150 medidas (zeugitas).
- Jornaleros: con menos de 150 medidas.

Las categorías tercera y cuarta son las más favorecidas por la reforma de Solón y la primera clase es la que forma el arcontado y el areópago, al que también pueden acceder los caballeros. Como se puede apreciar, el sistema de Solón puede llamarse timocracia (gobierno de los ricos), porque permite el acceso a las altas instituciones de gobierno solo a aquellos que poseen las mayores fortunas, pero permitiendo la participación de los más pobres en la Asamblea popular.

## Instituciones en Esparta en loss.VIIyVI

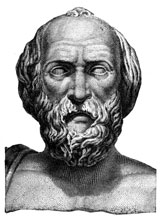
Licurgo promulgó la Rhetra que fue la nueva institución tras la crisis espartana. La Rhetra era un constitución colectiva que supuso un cambio decisivo a partir del.

En el s. VII Esparta sufre una crisis político-social grave que se produjo tras la segunda guerra mesenia que sacude todas las estructuras de organización anteriores al modelo homérico. La misma casta nobiliaria se ve afectada por la crisis y da lugar a la reforma institucional de gran alcance de Licurgo que promulgó la Rhetra que se trataría de una obra dentro de otra obra colectiva. Supone un cambio decisivo a partir del siglo VII que introduce un nuevo modelo de organización político-social pero no se ha conservado ninguna ley concreta, algunos creen que nunca se escribió.
El hilo conductor de esta constitución es el mantenimiento de un orden ideal, Eunomia, el buen gobierno que establece un marco general en lo que la vida política, relaciones familiares y clases sociales quedan sometidas al cumplimiento de una ley general. Este orden justo reduce los conflictos sociales internos e intenta eliminar los privilegios de los nobles.
En el s. VII la comunidad de espartanos era de 8000 ciudadanos con igualdad integral que empieza a establecerse por la acumulación de fortuna, los nobles abandonan las tierras para ponerlas al servicio de la comunidad y a cada ciudadano se le atribuye un lote que no se puede legar a terceros. Esta producción agrícola tiene finalidad alimenticia en un régimen autárquico e impide el enriquecimiento natural. Los que son iguales son los homoioi (iguales) que son los ciudadanos, los no ciudadanos son inferiores.
El comercio y la cultura son actividades prohibidas para los iguales, la economía sigue siendo de trueque, la carrera de los «Iguales» es militar, tiene carácter único, algo que se mantiene inmutable en esta sociedad por generaciones es un ejército poderoso.
El igualitarismo comprende también el ámbito de la educación eliminando los privilegios de la antigua formación aristocrática, cualquier niño pertenece a la comunidad y el consejo de gerontes es el que decide sobre su futuro, si debía ser guerrero o no, a los 7 años abandona la casa y se formaba en una educación colectiva y la adolescencia estaba marcada por las pruebas de endurecimiento personal, a los 18 años terminaba su educación, ya era soldado.
El matrimonio debía tener lugar a los 30 años para los hombres.
Los derechos políticos también estaban reflejados en la Rhetra.

### Órganos políticos

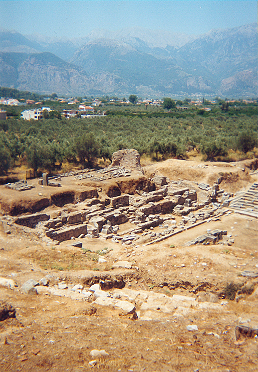
Ruinas de Esparta.

Los más importantes son: La Apella, el Eforado y la Gerusía. Todos los ciudadanos pertenecían a la apella que designa entre los iguales a los 5 magistrados anuales que forman el eforado que son funcionarios que se dedican a la administración diaria. La apella también decide sobre la elección de los adultos del consejo de gerontes que ha perdido los valores del consejo de nobles de época homérica.
Se impulsó la ética de estado guerrero que implica a toda la comunidad, se señala a Esparta como la ciudad más democrática. La eficiencia del poder de los órganos se basa en un poder oligárquico. La disciplina militar establece una jerarquía que estaba fuera de los órganos de poder. La Apella se convoca solo en fechas concretas por los eforos y no tiene capacidad de iniciativa propia, se limita a ratificar las decisiones del Eforado y la Gerusía.
El consejo de gerontes estaba formado por 2 wasilei y 28 gerontes; estos 30 tienen carácter vitalicio y son nombrados por la apella. Los criterios de elección eran la edad y la virtud en el arte de la guerra, se considera un reducto de tradicionalismo. La misión de los gerontes era preparar proyectos de ley, tienen cierta jurisdicción de justicia, deciden sobre la aplicación de la pena de muerte, perdida de derechos civiles de los acusados. Lo forma una corte suprema que juzga el wasilei y decide sobre los asuntos internos, representa un organismo gubernamental de continuidad.
El eforado es elegido por la Apella con poder ejecutivo durante un año, eran cinco eforos antagónicos a los wasilei y creado para contrarrestar su poder, representa un elemento popular y son comparados con los tribunos de la plebe. Su control sobre los wasilei es muy amplio. Para los homoioi los éforos eran los guardianes de la Rhetra y servidores leales del Estado espartano.
Estos éforos controlan el Estado y deben rendir cuentas frente a sus sucesores al acabar su año de elección. Son elegidos entre la gente del pueblo, ni aristócratas ni espartiatas. Son los elementos más importantes de la política igualitarista en Esparta y el elemento más fuerte entre el poder nobiliario (contra él). No está claro si los eforos estaban al margen de la aristocracia o si salían de ella.

#### Wasileus y Wasilei
Disminuye su peso e importancia. Siguen siendo 2 que junto a los 28 gerontes forman el consejo de los 30. Ambos wasilei son descendientes de importantes familias, Agíadas y Euripóntidas. Su esfera se reduce a un carácter religioso y militar, solo excepcionalmente aunque se da algún wasileus con capacidad de dominio político como Cleómenes. En general los wasilei se ven sometidos al control de los eforos ante los que juran sus cargos y rinden cuentas. La comparación con Atenas es muy importante desde el punto de vista histórico. En el siglo IV a. C. se degrada el sistema en beneficio cada vez más claro de la oligarquía. Aunque en teoría todo ciudadano estaba sometido al orden de la Rhetra, este orden estricto y rígido llevó a Esparta a observar una degradación del sistema favoreciendo a unos pocos lo que se manifiesta en la elevación de la producción de la cerámica más tosca, en la arquitectura y en la literatura culta que está al borde del abismo.
El sistema político degenera solo a partir de la crisis de la democracia en el siglo IV a. C. cuando algunos pensadores eligen a Esparta por la difusión de las tareas de orden militar.
Atenas no propugna sumisión sino conquista del derecho en Esparta, que impera la tiranía de la colectividad y en Atenas se da la libertad del individuo, no es un eslabón o sumiso sino una inteligencia que piensa.

## Instituciones atenienses en elsigloVa.C.y los Pisistrátidas

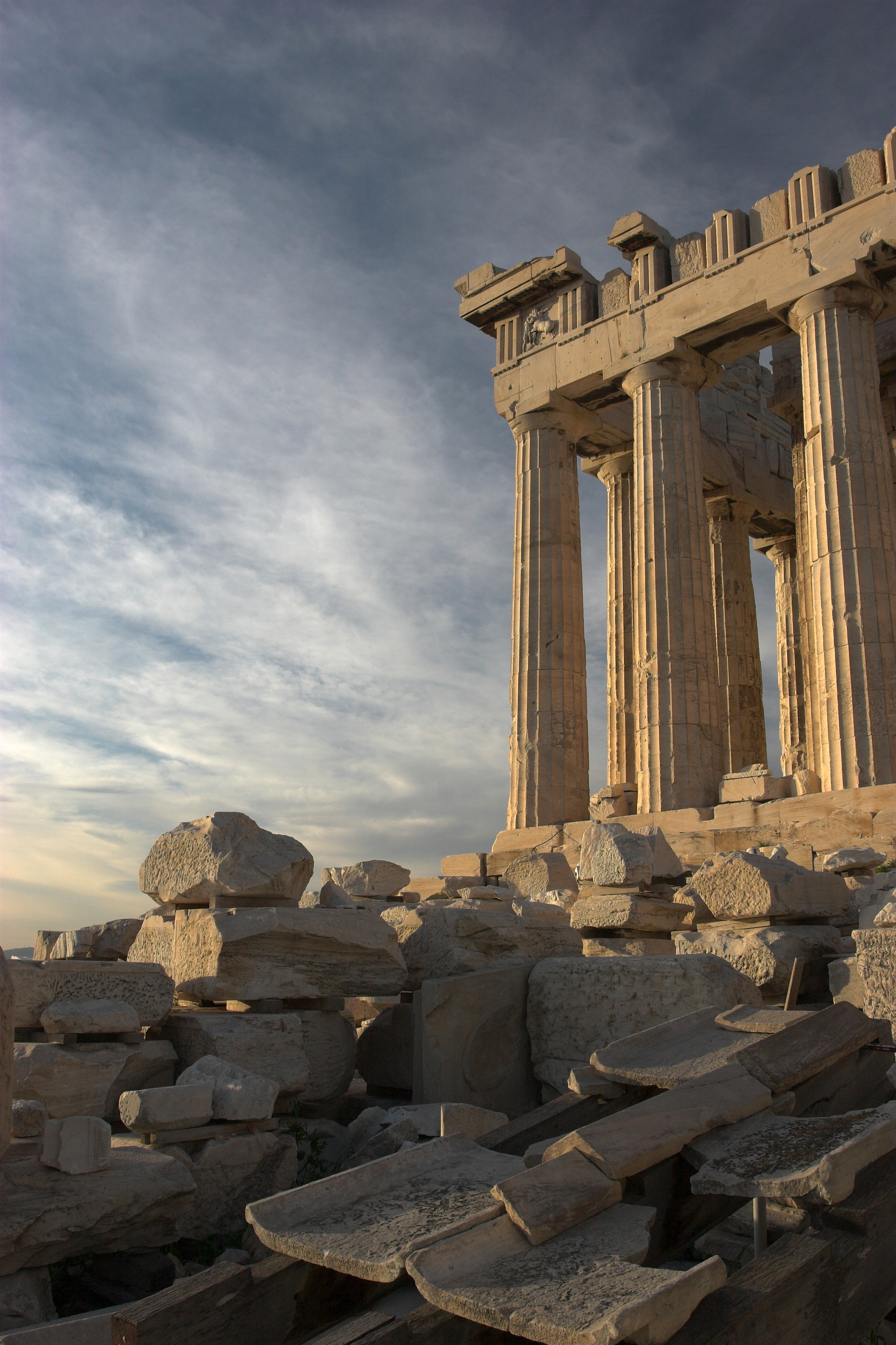
El Partenón de Atenas.

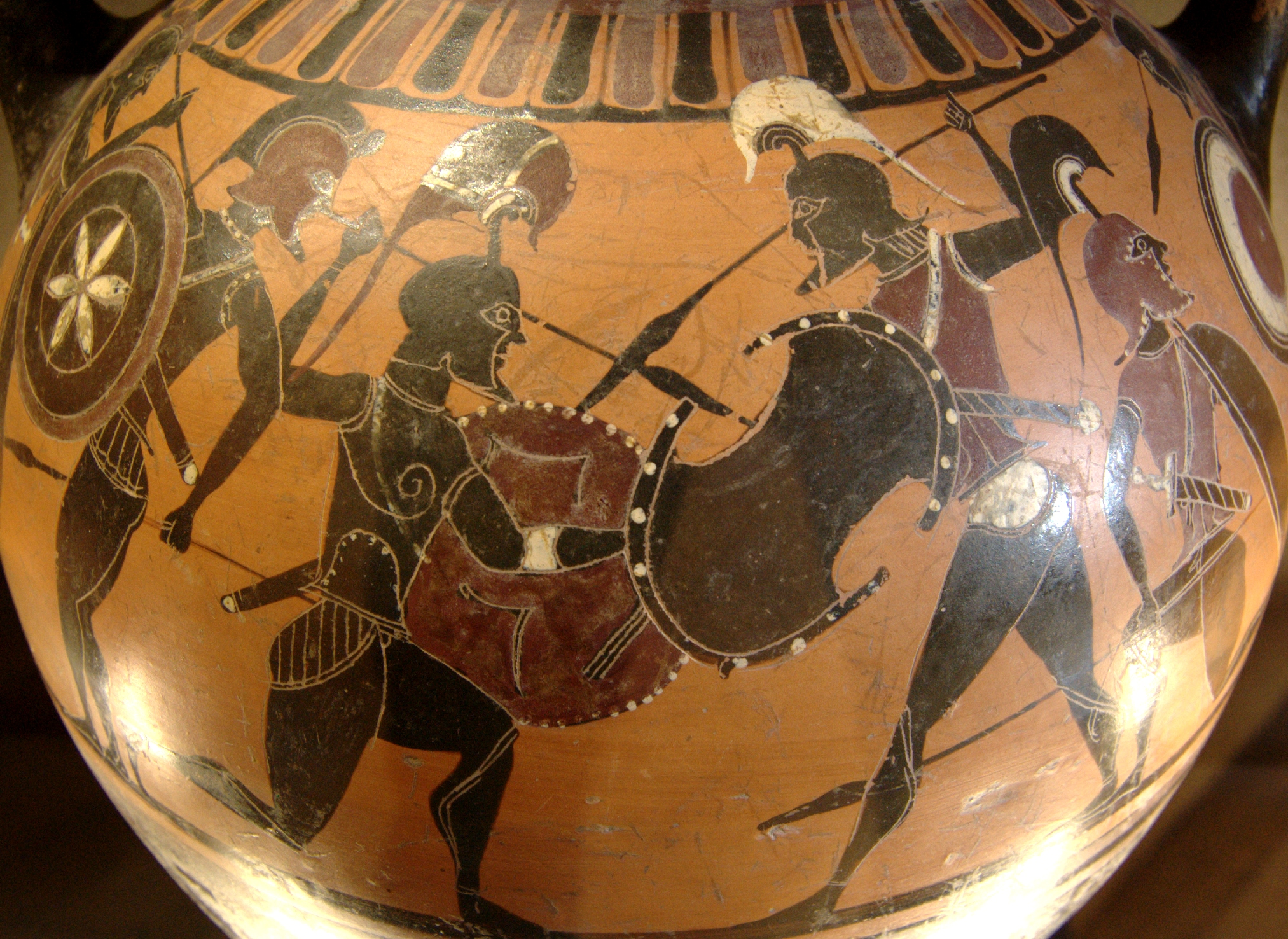
Pisístrato se hizo con el poder tras un golpe de Estado con la ayuda del ejército ateniense.

Fueron las instituciones que hubo tras Solón. Históricamente fue una época de transición que se tintó de anarquía después de desaparecer Solón y su constitución, se dio una gran división social en la que todos los sectores estaban descontentos por la situación. Cada sector luchó por mantener su poder y esencialmente surgen dos facciones: Iságoras y Pisístratos que son dirigentes que canalizan la división social.
En este periodo de crisis se estableció una tiranía en Atenas del 561 al 511 a. C. Esta tiranía continuó con Pisístrato y sus hijos aunque se considera efímera y temporal. La tiranía se dio como consecuencia de la división y fase de anarquía de Atenas y se dará una lucha política sangrienta por la elección de arcontes de poder que da lugar a tensiones y discrepancias hasta el 562 a. C. cuando Pisístrato logró el poder y se hizo promulgar jefe del ejército, dio un golpe de Estado y se hizo fuerte en la acrópolis. Se erigió jefe debido al descontento local y representaba al sector más desfavorecido. Se transformó en tirano con carácter oficial y además un decreto oficial de la Asamblea le otorgó una guardia personal para su protección aunque los problemas no dejan de sucederse. Pisístrato fue exiliado dos veces por ostracismo aunque después volvió a conquistar el poder mediante apoyos políticos. A pesar de estas interrupciones fue capaz de estar veinte años como tirano. En Atenas dejó un recuerdo positivo del que hacen eco Aristóteles y Heródoto. Al morir (528 a. C.) se da la sucesión de sus hijos hasta el fin de la tiranía. Con Hiparco e Hipias la tiranía pasó a ser una institución cada vez más impopular y arbitraria, hasta que Hiparco murió asesinado quizás por una conspiración de Hipias en su último periodo del gobierno. Éste fue apartado del poder de forma violenta por una reforma hacia la democracia basada en la constitución de Solón (511 a. C.).
Mientras en la constitución de Solón existía un respeto a la ley, razón y orden cívico con participación de todos los ciudadanos según su riqueza. Para los tiranos la base del poder social es la suspensión de la ley de modo que la sociedad pierde protagonismo, derecho, poder y capacidad de decidir en asuntos de Estado. A pesar de todo en el régimen tirano se intentaba establecer un Estado igualitarista mediante el cual se da origen a una gran clase media que debía conducir a la igualdad.
En ejercicio del poder tiránico por encima de otras instituciones se separaba al tirano de la democracia por lo que el cumplimiento del igualitarismo se da por una persona y no por el pueblo. Este apartamiento da una prosperidad social bajo Pisístrato que era una época próspera en Atenas y en toda el Ática.
En lo que respecta a la ciudad, la población de Atenas se beneficiaba del régimen. Atenas experimentó un gran cambio urbanístico bajo Pisístrato con centro en el Ática como núcleo de esta con fuerte centralización. Pero esto no fue solo clásico de Atenas también se da en otros lugares.
En ese momento se rechazaron los movimientos democratizadores de Solón pues Pisístrato no distingue entre villanos, nobles, etc. Y esta tendencia igualitarista también se observó en Mileto, Corinto... El objetivo de esta igualdad era promover una gran clase media como base de la sociedad del siglo VI a. C.. La época siguiente permite que esta clase adquiera conciencia de sí misma. Con Pisístrato la cultura aristocrática cedió terreno hacia una apertura más amplia de la sociedad y esto fue el germen de la aristocracia que se origina desde la tiranía y Atenas se convirtió en el ejemplo a seguir.
Como muestra de esta prosperidad el teatro griego se convirtió en un medio de expresión colectiva y educación popular en Atenas, la creación artística se dirige al interés común y la arquitectura fue un medio de urbanismo popular y ya no se construían grandes palacios sino edificios para el servicio de todos.
El poder absoluto residía en el tirano, que apartaba a todo el mundo de los órganos de dirección y colocaba en los altos cargos a nobles sometidos a un poder tiránico. Se produjo una mejora en las condiciones del pueblo, una decadencia y un poder exclusivo de una familia, pero tolerante con el pueblo.

## Instituciones atenienses delsigloVa.C.Época de Clístenes

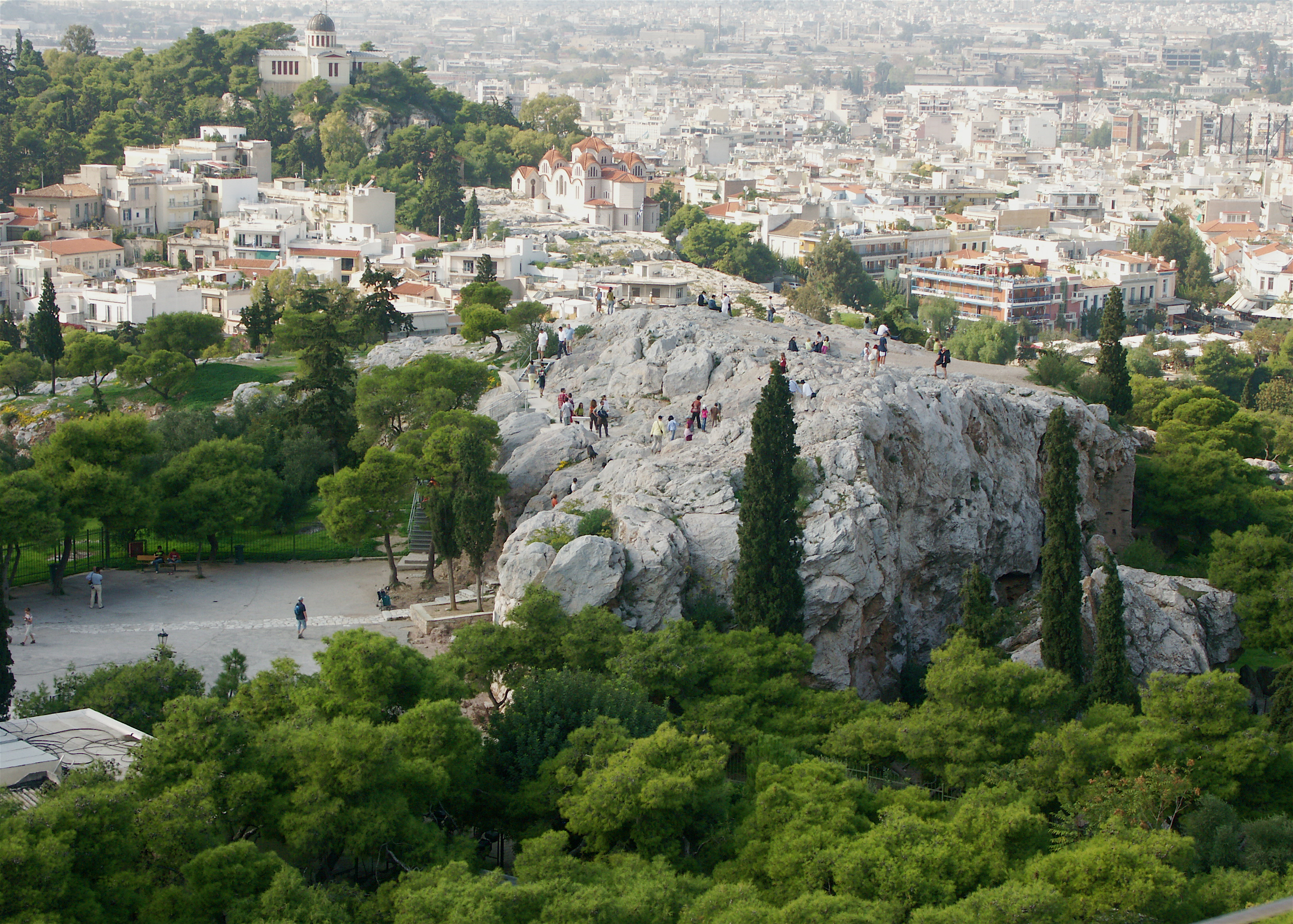
El Areópago visto desde la Acrópolis.

Desaparece la tiranía y se abre un vacío de poder. El protagonismo de Clístenes se centra entre el 507 y 501 a. C. y sin ser un magistrado propuso los elementos de una de las reformas más originales de todos los tiempos de la democracia ateniense. Esta revolución política se hace global y se configura un apartado ingenioso en busca de un orden político perfecto. Se redefine el tiempo político, el territorio y sus estructuras de localización y el tiempo político. Una nueva constitución que sitúa al ciudadano ateniense en un lugar perfecto en el que la visión de Clístenes presenta un Estado en manos del pueblo de forma permanente. Y para evitar la vuelta a la tiranía Clístenes instituye el ostracismo. Entre los elementos de esta revolución figuran nuevas estructuras políticas.

### Organización territorial
- Demos: Son unas células locales con competencias políticas en el horizonte de la administración y organización. Estas circunscripciones menores se originan sobre la base de una escala mayor reconociéndoles una asamblea local, un ágora local y elige a su propio alcalde que es el demarca con atribuciones como la administración de los bienes comunales, los cultos, actualiza el catastro y garantiza la seguridad de las fronteras del territorio. Esta asamblea local tiene un papel importante, organizada por un calendario y de ella sale un consejo de la demarcación llamado boulé y todo esto supone una paulatina transformación social del mundo ateniense en la que los ciudadanos comparten una verdadera escuela de civismo. Estos demos son los elementos más importantes de esta reorganización territorial.
- Tritís: Es un organismo institucional superior a las demos. Eran estructuras suprarregionales que podían alcanzar 3 o 4 demos vecinos para controlarlos y evitar excesivos particularismos. Para evitar el excesivo poder de las tritías eran estructuras débiles sin asambleas de grandes magistrados.
- Tribus: Se crean 10 tribus formadas por 3 tritías y no formaban en sí una unidad territorial sino una unidad artificial de carácter político que fortalece el sentimiento nacionalista ático. La tribu no debilita la unidad del Ática sino que la fortalece.

Este esquema tripartito sintetiza la política de Clístenes.

### Organización política

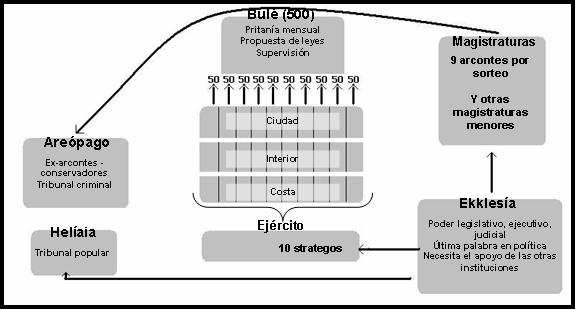
Constitución de Clístenes.

El Areópago se oscurece considerablemente y su papel es sustituido por la boulé formada por 500 miembros, 50 de cada tribu. La pertenencia a la boulé se establece por lista desde las demes y en representación del número de población había un límite temporal para pertenecer a la boulé y podía ser elegido 10 veces y se garantizaba la obediencia al régimen y el cumplimiento de las funciones de estos consejeros.
Decadencia del Areópago, cuyos miembros comparten sus responsabilidades con los nuevos magistrados. Es elegido un arconte por cada tribu, comparte su responsabilidad con los 10 estrategas, también uno por cada tribu.
La ekklesía adquiere más protagonismo en el seno político y el que la preside, que antes era el arconte epónimo, es un miembro de la boulé. Dentro de la ekklesía se potencia los principios democráticos con la introducción de la isegoría, por la cual todos los miembros tienen derecho a la palabra.
El ostracismo se sofistifica para la autodefensa del pueblo ateniense que demuestra el alto nivel alcanzado en las instituciones. El indiviudo ostraquizado era expulsado en un plazo de 10 días y durante 10 años, aunque no perdía sus derechos, propiedades y en teoría su honor. Podía revocar la condena y volver, e incluso podía asumir alguna función política. Era un exilio y se utilizaba para proteger el equilibrio de la democracia frente a personas que trataban de medrar aprovechándose de este régimen político.
La aportación de Clístenes fue profundizar en el caso de la igualdad mediante la boulé y la ekklesía por lo que el pueblo adquiere gran participación en el gobierno aunque las desigualdades subsisten porque los estamentos siguen muy encasillados y solo los más ricos acceden a las magistraturas superiores. El periodo de Clístenes se considera como el alba de la democracia que se perfecciona con Efialtes y Pericles.

## Evolución de las instituciones de Atenas en época de Clístenes

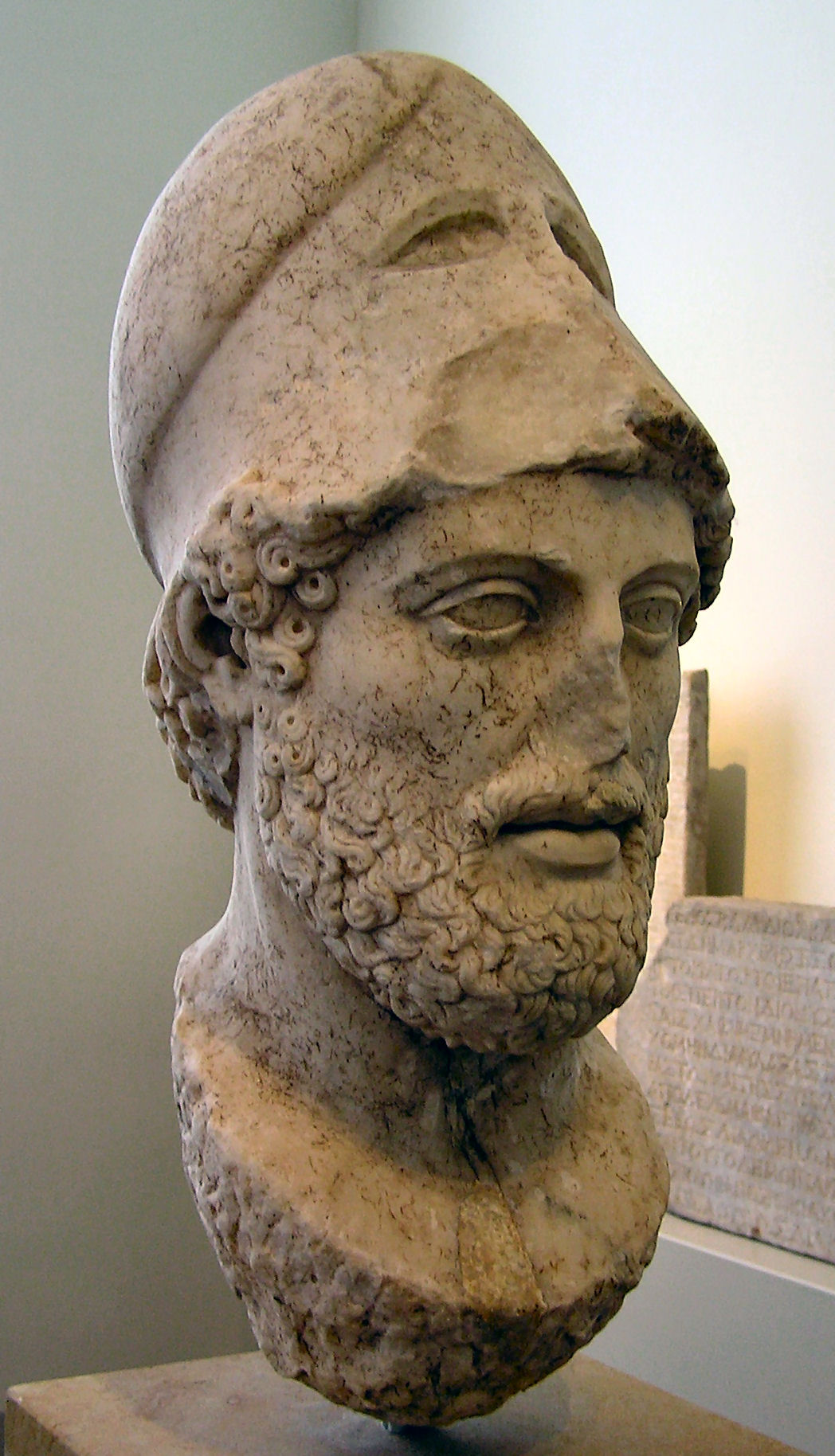
Busto de Pericles.

En la política exterior hubo un ascenso de Atenas a un periodo imperial a partir del 478 a. C. Tuvieron lugar las guerras médicas contra los persas. El resultado fue que desde el punto de vista institucional Atenas salió reforzada.
La figura de Pericles fue clave, era familiar de Clístenes. En el 443 a. C. es elegido y reelegido estratega y consolida una carrera excepcional. Asume un mando militar y tiene acceso al tesoro público de la liga Ático-Délica y acceso desde la boulé a elaborar decretos y proyectos de ley. Cuenta con un amplio apoyo en Atenas.
Se dio el ideal democrático, con una prosperidad absoluta, Atenas no fue un Estado centralizado sino un Estado federado de la liga Ático-Délica. Se puede hablar de un monopolio de Atenas en la liga, es un poder en beneficio de la liga pero también en beneficio propio. El control de Atenas sobre la liga es militar controlando la evolución de las ciudades de la liga. Los episcopoi ejercen una labor de observadores para controlar las ciudades sometidas y esta tutela les otorga a Atenas el privilegio de castigar a las ciudades de la liga utilizando la boulé para imponerse a los demás miembros de la liga.
Existe una estrecha conexión entre el monopolio de Atenas y la democracia que se exportaba a los otros miembros y se da un gran periodo cultural.
Internamente las instituciones son una continuidad de la fase anterior con ekklesía, boulé, arcontado, estrategas y heliea.
La ekklesía la componían hombres de unos 18 años de padre ateniense, y desde Pericles también madre Ateniense. Se convierte en un órgano de gobierno directo. El número de ciudadanos activos era de 60000 aunque con gran absentismo, solo 6000. A estas asambleas acuden los hombres con suficiente preparación y sus reuniones eran con bastante frecuencia. La votación podía darse de tres maneras, los asuntos muy importantes en secreto y particular, los corrientes a mano alzada y la elección de magistrados se echaba a suertes entre 10 magistrados. Entre los poderes más importantes de la ekklesía era elegir y controlar la política exterior e interior, asuntos de guerra, alianzas, monopolio ateniense, finanzas...
La boulé desplazó al areópago que conservó cierto papel en el reparto de responsabilidades de la boulé, que se compone de ciudadanos de todos los niveles hasta 500 miembros con más de 30 años. Sus funciones son preparar las sesiones de la ekklesía, establecer las instrucciones de actuación de los magistrados, controlar el empleo de los fondos y de la liga Ático-Délica, trabajo con los estrategas. La boulé actúa en coordinación con la ekklesia para presentar proyectos de interés general.